# Pierre Crapillet
Pierre Crapillet est un religieux, actif au milieu du XVe siècle dans le comté et le duché de Bourgogne, recteur de l'Hôpital du Saint-Esprit de Dijon à partir de 1440, et traducteur au service du duc de Bourgogne Philippe le Bon. Il meurt le 12 novembre 1460.

## Eléments biographiques
Pierre Crapillet est né à Annoire, près de Dole, dans le comté de Bourgogne. Il a deux frères également religieux, Jean mort en 1422, curé d'Annoire puis de Seurre, chanoine de Besançon, et Guillaume mort en 1456, chanoine de Besançon et curé d'Apremont.
Pierre fait profession dans l'ordre des Hospitaliers du Saint-Esprit. Recteur de l'Hôpital du Saint-Esprit de Gray qu'il administre remarquablement, il est nommé à la tête de l'hôpital de Dijon en 1440. Ce dernier est en mauvais état et mal administré ; Crapillet entreprend de le restaurer, tant pour la discipline hospitalière et la vie religieuse que pour sa reconstruction matérielle : il s'emploie à la réfection de l'église, il soutient la construction de la chapelle Sainte-Croix de Jérusalem à partir de 1454, fondée par Simon Albosset qui lui succédera ; une inscription en caractères gothiques sur l'arc-boutant à droite de la porte qui date de la consécration de la chapelle par l'évêque de Langres Guy Bernard le 1er juillet 1459 rappelle qu'elle a été édifiée « a la requeste de frere Pierre Crapillet maistre de cest hospital ». Il essaie en vain d'affranchir l'hôpital de Dijon de la tutelle de l'hôpital de Besançon, pour le rattacher à la tutelle directe de l'hôpital de Rome.
Philippe le Bon lui confie la traduction en français du traité théologique latin Cur Deus homo d'Anselme de Cantorbéry, auquel Pierre Crapillet ajoute celle du De Arrha animae de Hugues de Saint-Victor, pour les condenser en un seul texte. C'est la seule version française médiévale du texte d'Anselme de Canterbury. La traduction de Crapillet est conservée dans deux manuscrits : le Ms. 10500-10501 de la Bibliothèque royale à Bruxelles et le Ms. 129 de la bibliothèque du Musée Condé au château de Chantilly : il s'agit de deux copies de l'original perdu.

### Éditions
- Robert Bultot (éditeur scientifique) et Geneviève Hasenohr (éditeur scientifique), "Cur Deus homo" d'Anselme de Canterbury et le "De Arrha Animae" d'Hugues de Saint-Victor traduits pour Philippe le Bon, Louvain-la-Neuve, U.C.L., 1984 ; compte-rendu par Reine Mantou dans Revue belge de philologie et d'histoire, 1991, tome 69, fasc. 2, p. 471-473 Lire en ligne.

### Études
- Armand Cornereau, « Épigraphie bourguignonne. Les Hôpitaux du Saint-Esprit et de Notre-Dame de la Charité à Dijon », Mémoires de la Commission des antiquités de la Côte-d'Or, t. XII,‎ 1895, p. 223-330 (lire en ligne).
- Yolanta Zaluska, « Pierre Crapillet et l'Histoire en images de l'Hôpital du Saint-Esprit de Dijon », Revue de l'Art, no 84,‎ 1989, p. 44-47 (lire en ligne).
- Robert Bultot, « Un traducteur de Philippe le Bon méconnu : Pierre Crapillet d'Annoire († 1460) », Publications du Centre Européen d'Etudes Bourguignonnes, vol. 31,‎ 1991, p. 183-188 (DOI doi.org/10.1484/J.PCEEB.2.302277).
- Geneviève Hasenohr, « Pierre Crapillet », dans : Robert Bossuat, Louis Pichard et Guy Raynaud de Lage (dir.), Dictionnaire des lettres françaises, t. 1 : Moyen Âge, éd. entièrement revue et mise à jour sous la dir. de Geneviève Hasenohr et Michel Zink, Paris, Fayard, 1992, p. 1169-1170.
- Robert Bultot, « Pierre Crapillet, Philippe le Bon et le manuscrit à peintures A4 de l'Hôpital du Saint-Esprit de Dijon, Remarques de méthode à propos d'une étude récente », Le Moyen Age. Revue d'histoire et de philologie, vol. 102, no 2,‎ 1996, p. 245-287.
- Nicole Brocard, Soins, secours et exclusion : établissements hospitaliers et assistance dans le diocèse de Besançon XIVe et XVe siècles, Besançon, Presses universitaires franc-comtoises, 1998 (lire en ligne).
- Elsa Karsallah, « Mises au tombeau du Christ, réalisées pour les dignitaires religieux », dans L'Artiste et le clerc. Commandes artistiques des grands ecclésiastiques à la fin du Moyen Âge (XIVe – XVe siècles), dir. Fabienne Joubert, Paris, Presses de l'université Paris Sorbonne, 2006, p. 283-302 Lire en ligne.